# Оптична миша

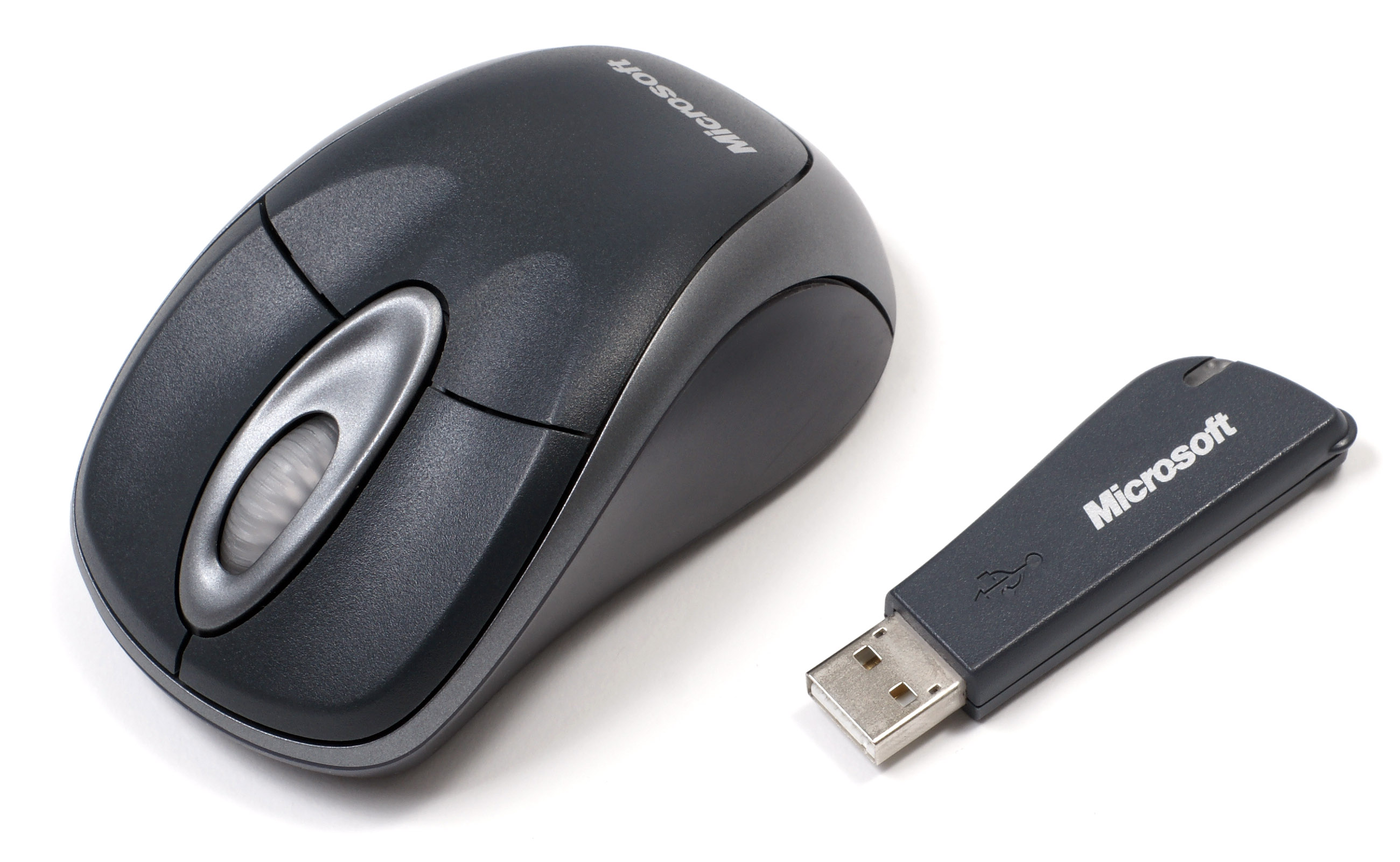
Бездротова оптична миша Microsoft.

Оптична комп'ютерна миша використовує джерело світла (зазвичай світлодіод), і детектор світла, такий як масив фотодіодів, для того щоб виявити рух відносно поверхні. Він є альтернативою механічної миші, яка використовує рухомі частини під час руху.
Найбільш ранні оптичні миші виявляли рух за допомогою принта на поверхні килимка. У той час як сучасні оптичні миші можуть працювати на більшості непрозорих, задумливо дифузних поверхонь, як папір. Зазвичай вони не в змозі виявити рух на дзеркальній поверхні, таких як полірований камінь; когерентно освітлені (лазерні) миші можуть функціонувати навіть на таких глянцевих поверхнях, але погано працюють на прозорих; темне поле освітлення дозволяє мишам функціонувати без збоїв навіть на склі. Лазерні діоди використовуються також для кращої роздільної здатності і точності. З живленням від батарей, у бездротових оптичних мишей світлодіод блимає періодично, щоб зберегти енергію та світиться постійно при виявленні руху.

## Механічна миша
Однак є і ті, які не називають оптичними мишами, майже усі механічні рухи миші відстежуються за допомогою світлодіодів і фотодіодів для виявлення променів інфрачервоного світла, які у свою чергу, не проходять через отвори в інкрементному енкодері колеса. Таким чином, основною відмінністю «оптичної миші» — це не використання оптики, а повна відсутність рухомих частин для відстеження рухи замість повністю твердотілої системи.

## Перші оптичні миші

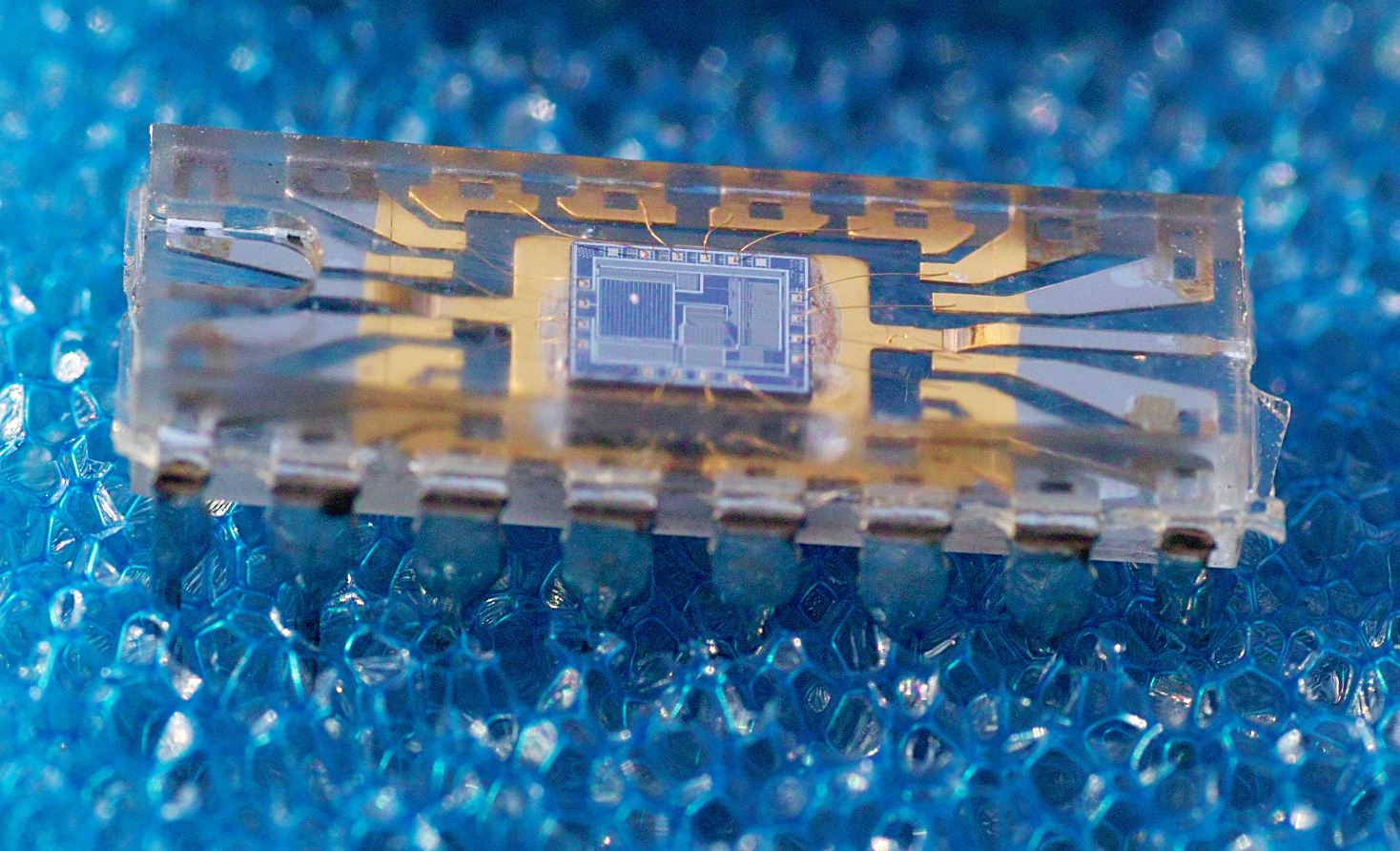
Один з перших чипів оптичної миші від компанії Xerox, дизайн якого був розроблений Williams і Cherry

Перші оптичні миші уперше продемонстрували два незалежних винахідники в 1980 році, вони прийшли до двох різних варіантів: деякі, такі як ті, що винайшов Стів Кірш, і корпорація  «Mouse Systems», які використовували інфрачервоний світлодіод і чотири квадранти, інфрачервоні датчики для виявлення ліній сітки надрукованих з інфрачервоного поглинання чорнила на спеціальну металеву поверхню. Прогностичні алгоритми в ЦП миші розрахували швидкість і напрям поверх сітки.

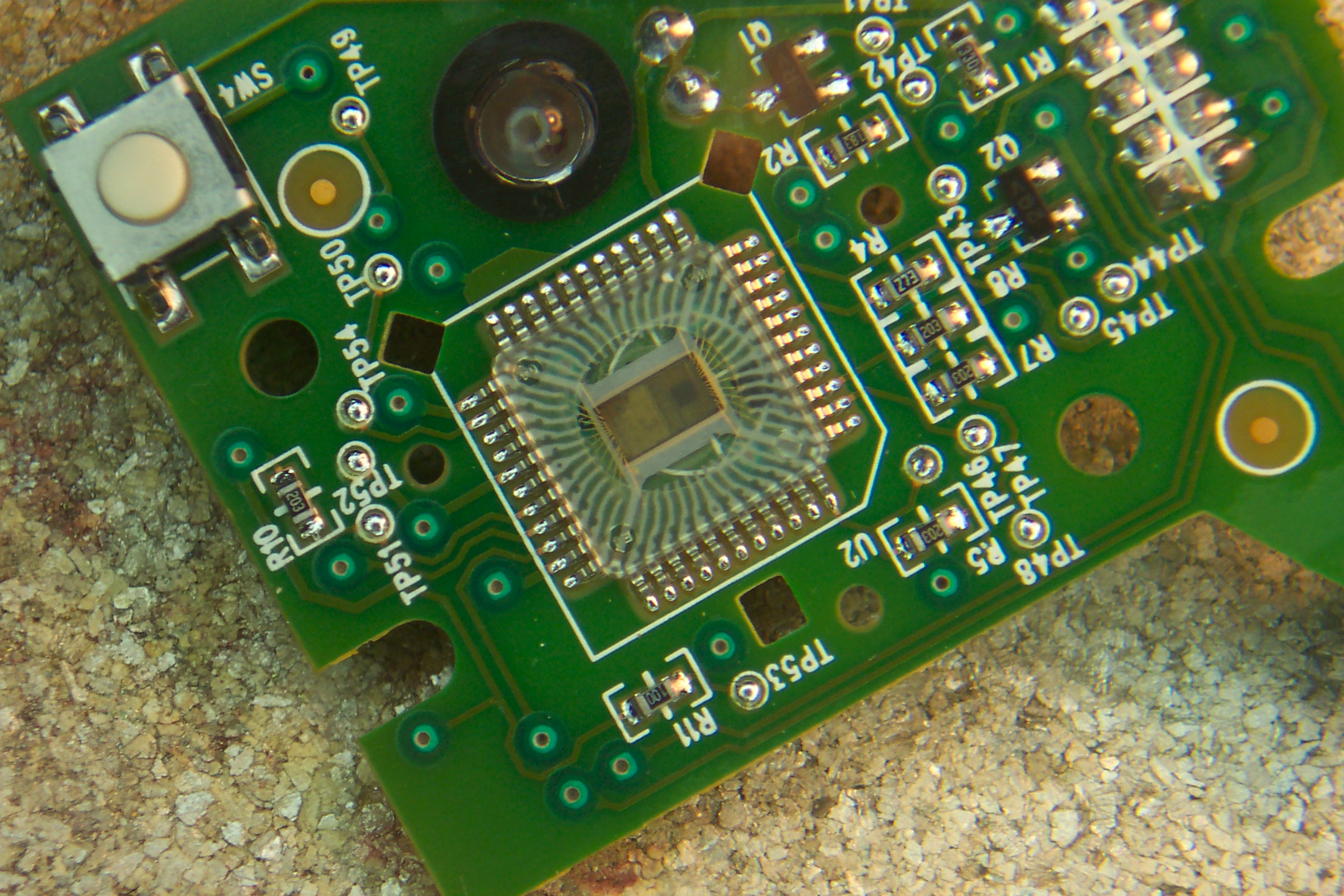
Оптичний датчик від Microsoft Wireless IntelliMouse Explorer (v. 1.0A)

Інші, винайдені Річардом Френсісом Ліоном з компанії Xerox, що використовує 16-піксельний видимий світло-датчик зображення з вбудованим детектором руху на одному чипі і відстежує рух світлої точки на темному полі друкарського паперу або на поверхні подібній до килимка для миші. На даний час, оптична миша продається у комплекті з Xerox STAR офісним комп'ютером і вона використовує перевернутий уламок датчика. Запатентувати цей винахід змогли Ліза М. Вільямс і Роберт С. Черрі для Xerox Центру мікроелектроніки.
Типи мишей розроблені Кіршом і Ліоном мали дуже різні моделі поведінки, миша Кірша використовувала Х-Y координати, вбудовані в саму мишу; але вона не працювала правильно, коли Pad був повернутий, а миша Ліона, використовувала  систему координат Х-Y відносно самої миші, так само як механічна.

## Сучасні оптичні миші

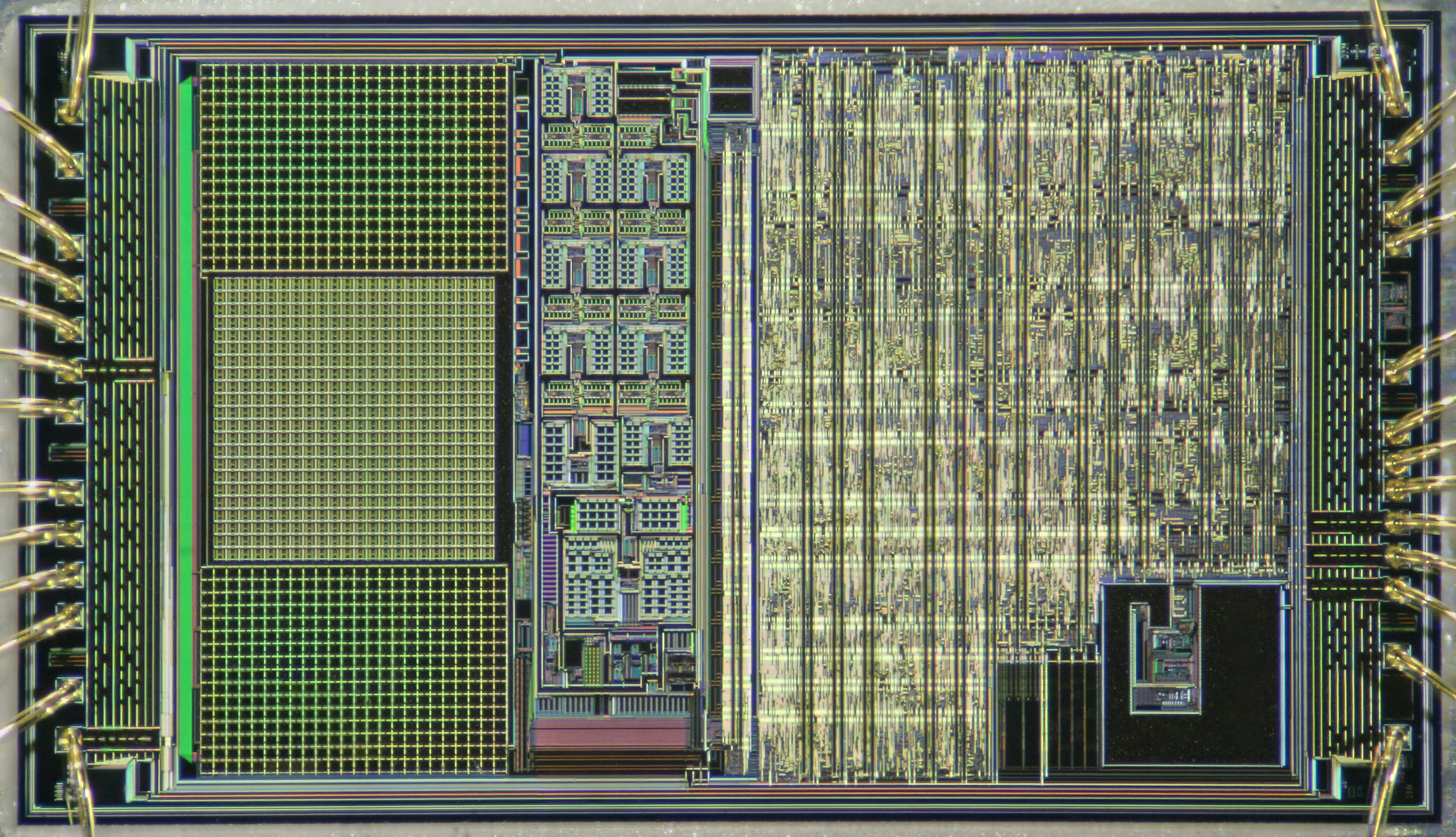
Фотографія IntelliMouse Explorer сенсорної силікованої матриці

Сучасні поверхнево-незалежні оптичні миші використовують оптоелектронний датчик (по суті, крихітні, низької роздільної здатності, відеокамери) які послідовно приймають зображення поверхні, на якій працює миша. Так як обчислювальна потужність зросла, стало можливим вбудувати більше потужних засобів та засобів спеціального призначення, для обробки інформації в самій мишці. Це заздалегідь включена у мишу функція, вона може виявити відносний рух на різноманітних поверхнях, переводячи рух мишки в рух курсору і усуваючи необхідність у спеціальних килимках для миші.
Перші сучасні оптичні комп'ютерні миші були створені компанією Майкрософт (Microsoft) IntelliMouse з IntelliEye, яка була введена в експлуатацію у 1999 році з технологією, розробленою компанією  Hewlett-Packard. Миша працювала практично на будь-якій поверхні, і явлала собою довгоочікуване покращення у порівнянні з механічними мишами, які частенько були дуже забруднені і чіпляли усе на своїй дорозі, що змушувало частенько її розбирати і чистити. Інші виробники незабаром пішли дорогою компанії Microsoft і ввели компоненти, що випускаються компанією Agilent Technologies, і в найближчі кілька років механічні миші морально застаріли.
Технології, що лежать в основі сучасної оптичної комп'ютерної мишки, відомі як цифрові кореляції зображень, ця технологія, розроблена компанією оборонної промисловості для відстеження військових цілей. Проста бінарна версія образу кореляції цифрових зображень була використана у 1980-х роках Ліоном. Оптичні миші використовують сенсори для зображення текстури, які природно відбуваються в таких матеріалах як дерево, тканина, килимки для миші. Ці поверхні, за допомогою світловипромінюючого діода, роблять виразні тіні, які нагадують горбисту місцевість, як проміння яке падає на гори. Зображення цих поверхонь фіксуються в безперервній спадкоємності і порівняно один з одним, щоб визначити, як далеко миша зрушилася.
Щоб зрозуміти, як звичайна оптична миша може працювати, уявіть дві фотографії одного і того ж об'єкта, за винятком того що вони злегка зміщені відносно один одного. Покладіть обидві фотографії на білому столі, щоб зробити їх прозорими, і ковзайте ними одна за іншою, поки їх образи накладуться. Краї однієї фотографії звиснуть, а інша фотографія зможе її доповнити; для комп'ютерної оптичної миші це і буде відстанню.
Оптичні миші захоплюють близько однієї тисячі послідовних знімків, або навіть більше, в секунду. В залежності від того, наскільки швидко миша рухається, у кожне зображення буде зміщено відносно попереднього на частину пікселя або на декілька цілих пікселів. Оптичних миші математично обробляють ці зображення з використанням крос-кореляції і можуть порахувати, на скільки кожне наступне зображення зміщене відносно попереднього.
Оптична миша може використовувати датчик зображення, який має 18 х 18 пікселів. Його датчик зазвичай є спеціалізованою інтегральною схемою, такою ж яка використовується для зберігання і обробки зображень. Ця схема прискорює процес кореляції, використовуючи інформацію з попередніх рухів, і буде запобігати появі мертвих зон коли рухається повільно, додаючи інтерполяції.
Розвиток сучасної оптичної миші на HP була підтримана низкою пов'язаних між собою проектів, починаючи з 1990 року, працюючи у Центральній науково-дослідній лабораторії. У 1992 році Вільям Холланд був нагороджений патентом США на 5,089,712$, Джон Эртель, Вільям Холланд, Кент Вінсент, Rueiming Jamp, і Річард Болдуін були нагороджені патентом США на 5,149,980$ для вимірювання подачі паперу в принтер, завдяки зіставленню образів паперових волокон. У 1998 році Н. Тревіс Блелок, Річард А. Баумгартен, Томас Hornak, Марк т. Сміт, і Барклай Дж. Талліс були нагороджені патентом США н 5,729,008$ для відстеження руху в ручному сканері шляхом зіставлення образів паперових волокон і функцій документів, а технології, розроблені в 1998 році з HP Capshare були коммерціалізірованні як 920 ручний сканер. У 2002 році Джеффрі був нагороджений патентом США на 6,392,632$ під назвою «оптична миша має вбудовану камеру». У 2002 році Гарі Гордон, Дерек Кни, Раджив Бадуал і Джейсон Хартлав були нагороджені патентом США на 6,433,780$ за оптичну мишу комп'ютера, яка може робити кореляцію зображення.

## LED-миша

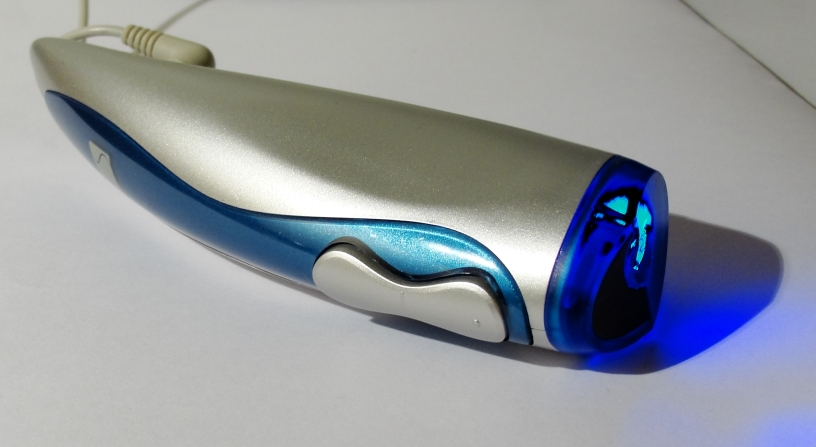
Синя світодіодна миша V-Mouse VM-101

Оптичні миші часто використовують світловипромінюючі діоди (світлодіоди) для того, щоби підсвічувати поверхню. Колір світовипромінюючого діода може змінюватись, але червоний колір є найбільш поширеним, оскільки червоні діоди коштують недорого і кремнієві фотоприймачі чутливі до червоного світла. Інші кольори також іноді використовуються, такі як синій світлодіод у V-миші ВМ-101, як показано праворуч.

## Лазерні миші

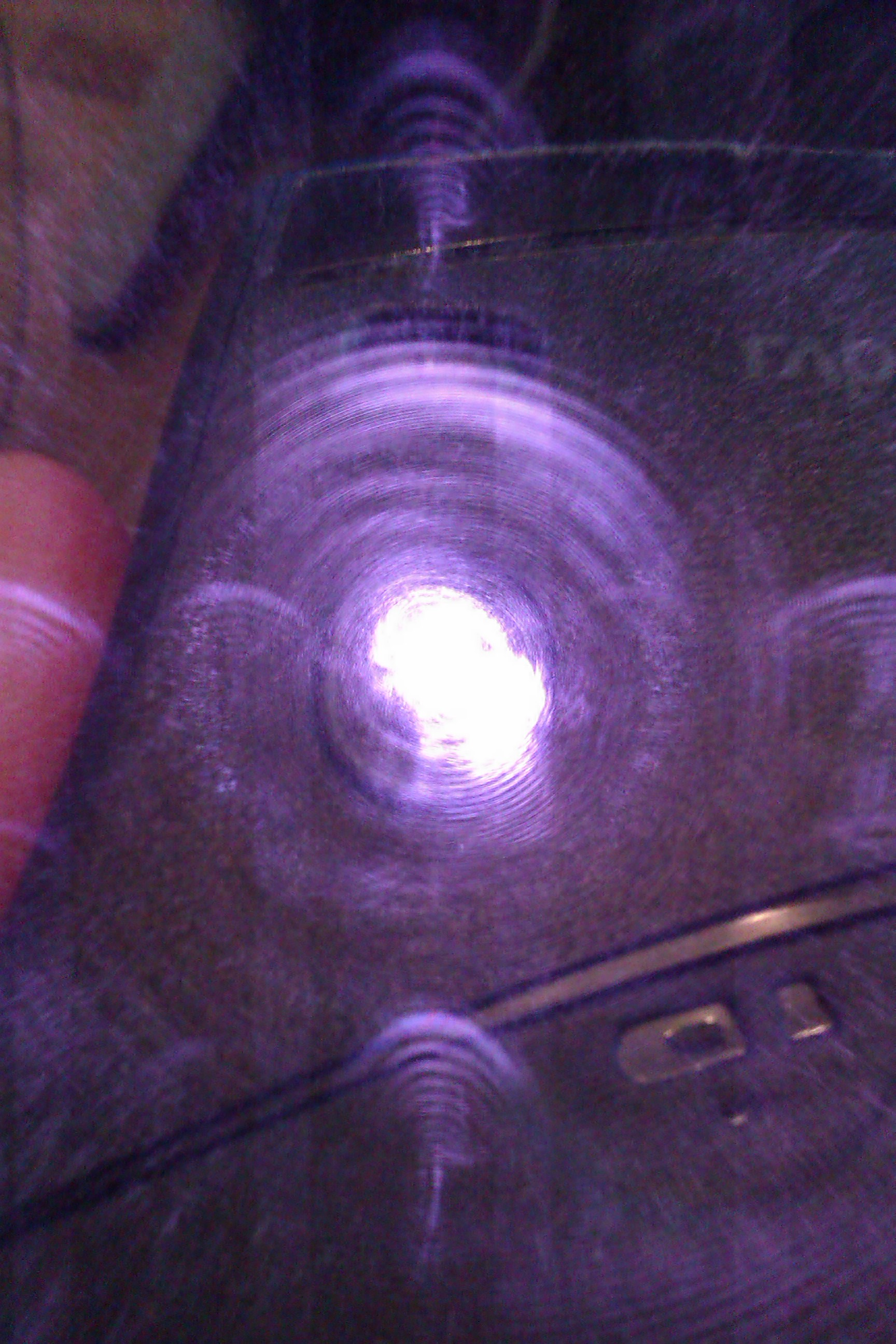
Хоча невидиме неозброєним оком, світло, яке випромінюється цією лазерною мишею захоплюється як фіолетовий колір, це все тому що ПЗС-матриці більш чутливі в широкому діапазоні довжин хвиль світла, ніж людське око.

Лазерна миша використовує інфрачервоний лазерний діод замість світлодіодів для підсвічування поверхні під сенсором. Вже у 1998 році, «Sun Microsystems» представила свою лазерну мишу. Однак, лазерні миші не увійшли в популярність на ринку до 2004 року, до того коли Павло Мачін компанії Logitech в партнерстві з компанією Avago (раніше частина компанії Agilent), представили свою MX 1000 лазерну мишу. Ця миша використовує невеликий інфрачервоний лазер замість світлодіода і має значно більшу роздільну здатність зображення. Лазерне освітлення забезпечує покращенне відстеження поверхні порівняно з LED-підсвічуванням оптичних мишей.
Скло лазера (або глейзер) мишей мають однакові можливості, але вони також можуть бути використані на верхній частині дзеркала або прозорого скла. У 2008 році, компанія Avago представила лазерний навігаційний датчик — емітер, який був інтегрований у мікросхему за допомогою вил техніки.
У серпні 2009 року, компанія Logitech представила мишу з двома лазерами, щоб вона краще працювала на склі і глянцевих поверхнях; вони сдуюлювали лазерний датчик, який назвали Darkfield.

## Потужність
Виробники часто виробляють та вдосконалюють свої оптичні миші, а саме опрацюють над живленням від батареї для бездротових моделей для економії енергії, коли це можливо. Для цього у мишці гасне або блимає лазер, або буває так, що світлодіод в режимі очікування (кожна миша має різний резервний час). Типова реалізація (від Logitech) має чотири стани енергоспоживання, де датчик працює в імпульсному режимі з різною швидкістю на секунду:
- 11500: повний, для точної відповіді під час руху, освітлення стає яскравим.
- 1100: стан резервний активному, не працює під час бездіяльності, підсвічування здається тьмяним.
- 110: режим очікування
- 12: стан сну

Рухи можуть бути виявлені в будь-якому з цих станів; деякі миші виконують повернення датчика у стан «повністю вимкнений» щоб увійти до стану сну, деякі потребують натиснення кнопку миші для виходу з режиму "сну".
Оптичні миші, що використовують інфрачервоні елементи (світлодіоди або лазери), пропонують значне збільшення терміну служби батареї більш видимого спектра світла. Деякі миші, такі як Logitech V450 848 нм, здатні функціонувати від двох батарей типу AA протягом цілого року завдяки низькій споживаній потужності інфрачервоного лазера.

## Оптичні миші проти механічних

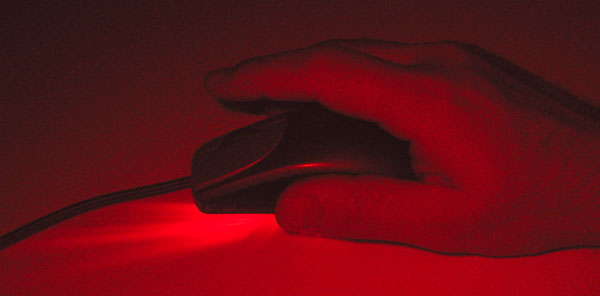
Оптична миша Logitech iFeel використовує червоний світлодіод для проектування світла на поверхню.

На відміну від механічних мишей, чиї механізми відстеження можуть забиватися, оптичні миші не мають рухомих частин (крім кнопок і колеса прокрутки); отже, вони не вимагають технічного обслуговування, видалення сміття, яке може накопичуватися під випромінювачем. Втім, вони взагалі не відслідковують на глянсових і прозорих поверхнях, включаючи деякі миші-колодки, змушуючи курсор непередбачувано дрейфувати в процесі експлуатації. У мишей з меншою можливістю обробки зображення потужність також є проблемою з відстеженням швидких рухів, у той час як деякі високоякісні миші можуть відстежувати швидше, ніж 2 м/с (7 км/год).
Деякі моделі лазерної миші можуть відслідковувати на глянсових і прозорих поверхнях, і мають набагато більш високу чутливість.
Станом на 2006 механічні миші мали більш низькі середні вимоги до живлення, ніж їх оптичні аналоги; енергоспоживання мишей порівняно невелике, і залишається тільки одна ситуація, де дане міркування важливе: коли живлення відбувається від батарейок, з їх обмеженою ємністю.
Оптичні моделі випереджають механічні миші на нерівних, слизьких, м'яких, липких, або рихлих поверхнях, і взагалі в мобільних ситуаціях, коли навіть відсутні килимки для миші. Тому що оптичні миші візуалізуть свій рух на основі зображення, яке війшло від LED проміння, або від проміння інфрачервоного діода. Використання різнокольорових килимків для миші може призвести до збоїв у роботі; тим не менш, лазерні миші не страждають від цих проблем на подібній поверхні.